# Franz Werfel
Franz Werfel (Praga, 10 de septiembre de 1890 - Beverly Hills, 26 de agosto de 1945) fue un novelista, dramaturgo y poeta austro-checo que escribió en alemán. Se le suele englobar dentro de la corriente literaria del expresionismo.

## Biografía
Nació en Praga en 1890 (por entonces parte del Imperio austrohúngaro); fue coetáneo y colega de Franz Kafka, Max Brod, Martin Buber y otros intelectuales judíos a comienzos del siglo XX. Sirvió en el ejército austro-húngaro en la Primera Guerra Mundial tanto en el frente ruso como en la oficina de prensa, pero fue acusado de traición por su pacifismo.
En 1929 se casó con Alma (Schindler) Mahler, viuda de Gustav Mahler, quien se divorció del arquitecto Walter Gropius por él. Ya era un autor de renombre, pero su fama internacional llegó en 1933 cuando publicó Los Cuarenta Días de Musa Dagh, una novela escalofriante que llamó la atención mundial sobre el genocidio armenio. Cabe destacar la composición a su niñera checa llamada "Barbara o la piedad" (1929) , a pesar de que raramente ve su niñera durante su edad adulta, su recuerdo siempre lo acompaña. Ella representaba el amor reconfortante de una sociedad preindustrial, en la que la ayuda mutua no estaba sustituida por la competencia brutal del capitalismo urbano.

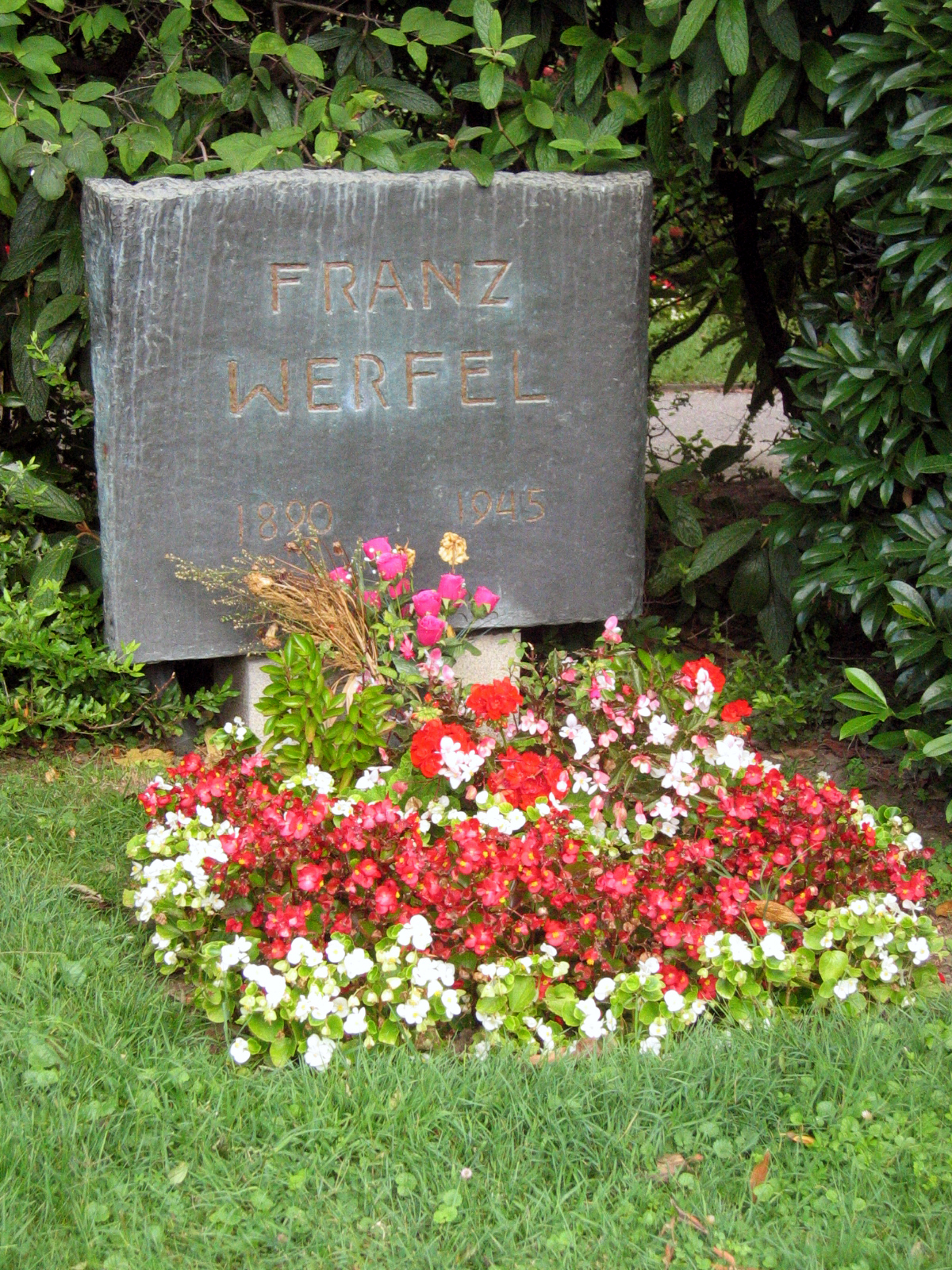
Tumba de Franz Werfel en Viena.

Identificado como judío, Werfel huyó con su esposa de Austria tras el Anschluss en 1938 y fue a Francia. Tras la ocupación alemana del país galo en la Segunda Guerra Mundial, el matrimonio Werfel volvió a huir, esta vez a los Estados Unidos, con la ayuda del periodista estadounidense Varian Fry en Marsella.
Mientras estaba en Francia, hizo una visita al santuario dedicado a la Virgen María de Lourdes. Fue allí caritativamente recibido por las monjas católicas que atienden el santuario. Prometió escribir sobre la experiencia, y una vez en los Estados Unidos, publicó La canción de Bernadette en 1941. Se estableció en California, donde escribió su última obra de teatro, Jacobowsky und der Oberst.
Franz Werfel murió en Los Ángeles en 1945 y fue enterrado allí, en el cementerio de Rosendale. Su cuerpo fue exhumado y devuelto a Viena en 1975 para ser enterrado en el Zentralfriedhof.

## Obras

### Novelas
- 1924 Verdi. Roman der Oper (La novela de la ópera)
- 1928 Der Abituriententag. Die Geschichte einer Jugendschuld (Reunión de bachilleres: historia de una culpa juvenil)
- 1929 Barbara oder die Frömmigkeit
- 1931 Die Geschwister von Neapel
- 1933/47 Die vierzig Tage des Musa Dagh (Los cuarenta días de Musa Dagh)
- 1937 Höret die Stimme (Escuchad la voz)
- 1939 Der veruntreute Himmel (El cielo a buen precio)
- 1941 Das Lied von Bernadette (La canción de Bernadette: historia de las apariciones de la Virgen de Lourdes)

### Novelas cortas
- 1920 Nicht der Mörder, der Ermordete ist schuldig
- 1927 Der Tod des Kleinbürgers (La muerte del pequeño burgués)
- 1927 Geheimnis eines Menschen
- 1931 Kleine Verhältnisse
- 1939 Weißenstein, der Weltverbesserer
- 1941 Eine blaßblaue Frauenschrift (Una letra femenina azul pálido)
- 1943 Géza de Varsany

### Dramas
- 1911 Der Besuch aus dem Elysium
- 1912 Die Versuchung
- 1914 Die Troerinnen des Euripides
- 1919 Mittagsgöttin
- 1920 Spiegelmensch
- 1921 Bocksgesang
- 1922 Schweiger
- 1925 Juárez und Maximilian
- 1926 Paulus unter den Juden
- 1930 Das Reich Gottes in Böhmen
- 1936 Der Weg der Verheißung
- 1937 In einer Nacht
- 1944 Jacobowsky und der Oberst

### Lírica
- 1911 Der Weltfreund
- 1913 Wir sind
- 1915 Einander - Oden, Lieder, Gestalten
- 1917 Gesänge aus den drei Reichen
- 1919 Der Gerichtstag
- 1923 Beschwörungen
- 1928 Neue Gedichte

### Obras póstumas
- 1946 Gedichte aus den Jahren 1908 bis 1945
- 1946 Stern der Ungeborenen
- 1952 (escrita en 1938/39) Cella oder die Überwinder
- 1975 Zwischen Oben und Unten. Prosa - Tagebücher - Aphorismen - Literarische Nachträge

## Werfel en el cine
Algunas novelas y piezas teatrales de Werfel fueron llevadas al cine, entre ellas destacan Juárez (1939), basada en Juárez und Maximilian, dirigida por William Dieterle, con Paul Muni como Benito Juárez y Bette Davis como Carlotta von Hapsburg; Me and the Colonel (1958), basada en Jacobowsky und der Oberst; The Song of Bernadette (1943), donde Jennifer Jones ganó un Óscar como mejor actriz al interpretar a Bernadette Soubirous.